# Circondario di Höxter
Il circondario di Höxter (targa HX) è uno dei circondari (Kreis) della Renania Settentrionale-Vestfalia, in Germania.
Appartiene al distretto governativo (Regierungsbezirk) di Detmold. Comprende 10 città. Capoluogo e centro maggiore è Höxter.

## Geografia antropica

### Suddivisioni amministrative

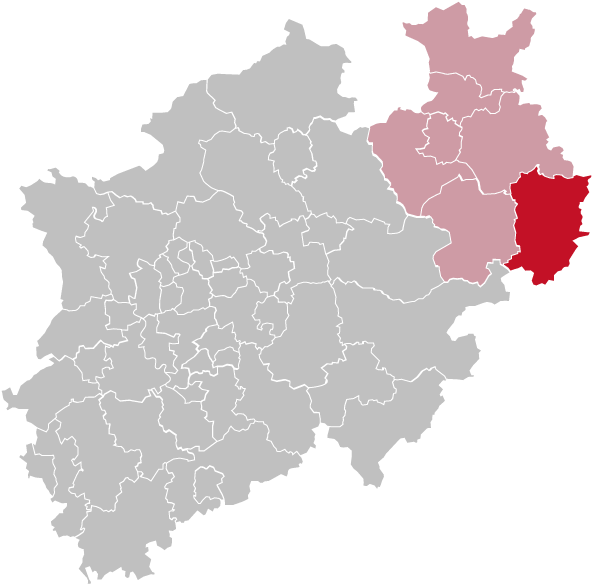
Il circondario di Höxter nel Renania Settentrionale-Vestfalia

Il circondario di Höxter comprende 10 città:
- Bad Driburg (18 985)
- Beverungen (13 083)
- Borgentreich (8 638)
- Brakel (16 195)
- Höxter (media città di circondario) (28 467)
- Marienmünster (4 900)
- Nieheim (6 068)
- Steinheim (12 572)
- Warburg (22 953)
- Willebadessen (8 133)

(Abitanti al 31 dicembre 2021)